# Pamela Druckerman
Cet article possède un paronyme, voir Drucker.
Pamela Druckerman, née le 14 mars 1970 à New York, est une journaliste et écrivain américaine vivant à Paris. En 2004, elle épouse Simon Kuper, un journaliste travaillant pour le quotidien anglais Financial Times.

## Biographie
Pamela Druckerman, qui a appris  l’espagnol, le français et le japonais, est titulaire d'un BA de philosophie et d'un master en affaires publiques et relations internationales de l'université Columbia et d'un master de l'université Colgate en 1991.
Après avoir travaillé comme chroniqueuse ou correspondante pour le New York Times, le Washington Post, Marie-Claire, Monocle, etc., à São Paulo, Buenos Aires, Jérusalem, Paris et New York, Pamela Druckerman, qui vit à Paris depuis 2004 et est la mère de trois enfants, a publié des ouvrages sur l'éducation des enfants « à la française » publiés d'abord en Grande-Bretagne et aux États-Unis, traduits dans plusieurs langues.
Elle avait auparavant écrit une étude comparative de la fidélité conjugale à travers le monde.
Elle a été choisie par le magazine Time comme l'une des 100 personnes les plus influentes de 2012.

### Disponible en français
- Bébé made in France, Quels sont les secrets de notre éducation ?, Flammarion, Collection Bien-Être, 2013  (ISBN 978-2-08-129068-6) (Préface d'Élisabeth Badinter)
- L'art d'être infidèle, « Paris - New York - Tokyo - Moscou », Enquête sur l'infidélité dans le monde[7], Saint-Simon, 2009  (ISBN 978-2-9151344-21)

### Ouvrages originaux
- French Children Don't Throw Food, Doubleday, 2012, Black Swan, 2013
- French Parents Don't Give In, Practical tips for raising your child the French way, Doubleday, 2013
- Bébé Day by Day: 100 keys to French Parenting, Penguin Press, 2013.
- Bringing Up Bébé, One American Mother Discovers the Wisdom of French Parenting, The Penguin Press, 2012[8],[9]
- Lust in Translation: The Rules of Infidelity from Tokyo to Tennessee, Penguin Press, 2007[10]